# Ahliesaurus
Ahliesaurus is een geslacht van straalvinnige vissen uit de familie van papierbeenvissen (Notosudidae). Het geslacht is voor het eerst wetenschappelijk beschreven in 1976 door Bertelsen,  Krefft & Marshall.

## Soorten
- Ahliesaurus berryi Bertelsen, Krefft & Marshall, 1976
- Ahliesaurus brevis Bertelsen, Krefft & Marshall, 1976